# عبدالعزیز بلخادم
عبدالعزیز بلخادم (عربی: عبد العزيز بلخادم؛ زادهٔ ۸ نوامبر ۱۹۴۵) یک سیاست‌مدار و دیپلمات اهل الجزایر است.